# Iglesia de San Millán (Madrid)

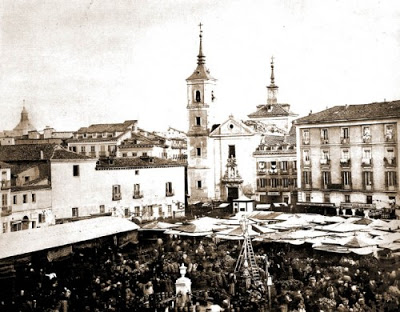
Vista de la iglesia de San Millán, con la plaza de la Cebada en primer término. (circa 1868)

La iglesia de San Millán fue una iglesia situada en la madrileña calle de Toledo, a la altura de la plaza de la Cebada, hoy desaparecida.

## Historia
Fue fundada en 1591, como anejo a la cercana parroquia de San Justo, debido a que la jurisdicción de esta se había vuelto demasiado extensa y contaba con demasiados feligreses.
El nombre proviene de la capilla de San Millán Abad, dependiente del Hospital de La Latina y sobre el que se construyó la iglesia.
La iglesia fue reedificada dos veces:
- en 1612, agrandándose con una capilla mayor, y
- en 1722, reedificada por Teodoro Ardemans, tras un grave incendió ocurrido el 14 de marzo de 1720.

Fue erigida en parroquia en 1805. En 1869 fue finalmente demolida. La parroquialidad se trasladó a la iglesia de San Cayetano, donde permanece en la actualidad.

## Descripción

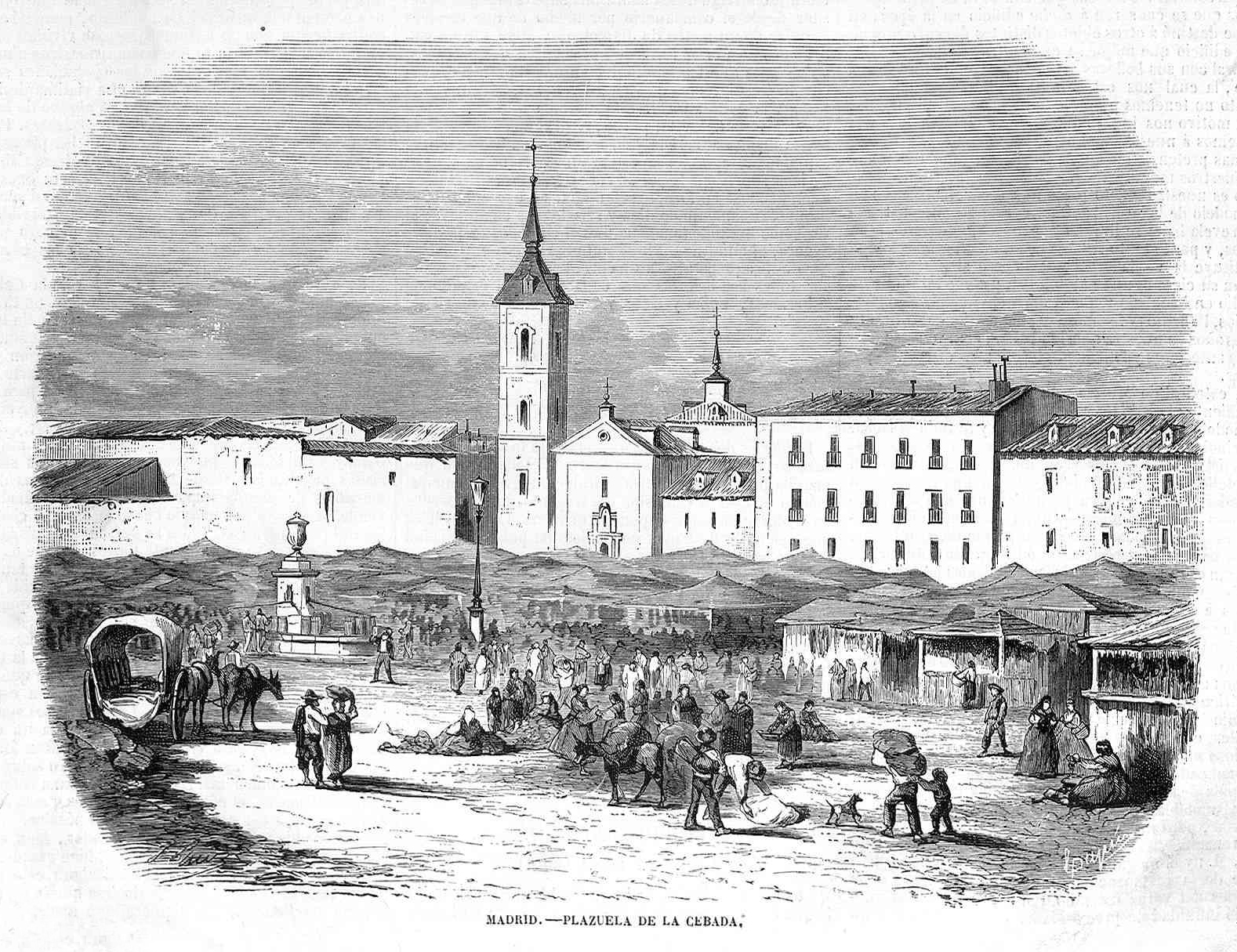
Vista de la plaza de la Cebada con la iglesia de San Millán en segundo plano

La construcción de 1722, obra de Ardemans, contaba con planta de cruz latina, una sola nave y fachada sencilla rematada con frontón triangular y flanqueada por una torre en el lado izquierdo de la misma. La fachada principal contaba con una rica portada de dos cuerpos.
El altar mayor, encargado en 1676 por 14 500 ducados, albergaba las cenizas del conocido como Cristo de las Injurias.